# ドレスの下はからっぽ
『ドレスの下はからっぽ』（Sotto il vestito niente,米題：Nothing Underneath）は、1985年のイタリアのジャッロ映画。トム・シャンリー、ルネ・シモンセン、ドナルド・プレザンス出演。マルコ・パルマの同名長編小説が原作である。

## ストーリー
ワイオミング州にあるイエローストーン公園で森林監視員として働いているボブ・クレインは、双子の妹ジェシカがファッション誌のカバーガールに選ばれたことを喜んでいた。ミラノに滞在し写真撮影を行っていたジェシカは、撮影終了後ディスコクラブに来ていたが、そこで男に乱暴されそうになる。彼女の感覚がアメリカにいるボブにも伝わり、彼は不安に苛まれる。そしてジェシカは男を撃退し、同行していた男に宿泊しているスカラホテルまで送ってもらう。だがボブは、ジェシカがハサミで殺されそうになる光景が頭に浮かび、本部にいる同僚に電話をかけさせてジェシカにドアを開けないよう警告しようとする。本部に戻ったボブは、電話でホテルのフロント係にジェシカが泊まる303号室を調べさせるが、何も異常はなかった。
翌日ミラノに降り立ったボブは、スカラホテルに行きエレベーターでジェシカのモデル仲間たちと乗り合わせる。彼は303号室を徹底的に調べるが、彼女についての手がかりは見当たらない。ボブは警察署を訪れ、ダネシ刑事にジェシカが殺されたかもしれないと捜査を依頼するが、現場を見たわけではなく頭の中に浮かんだ事だと聞いたダネシ刑事は信じようとしない。ボブは、ジェシカとは双子によくあるテレパシーでつながっていると説明するが、どうやっても信じてもらえないと思った彼は警察署を後にしようとする。しかしダネシ刑事は彼を引きとめ、ジェシカの捜索に協力することを約束する。そしてボブは、あの夜ジェシカと一緒にいたカメラマンのケノ・マザユキに会いに行く。だが手がかりが得られず外に出たボブに、ジェシカのモデル仲間のカリーが話しかけてきて、ジェシカの身に何が起こったのかを聞かれる。直後、カリーは男の車が迎えに来てどこかに行く。マザユキによると、男は宝石商のジョルジョ・ザノーニでモデルとしか寝ない男だという。
ホテルに戻ったボブは、スカラホテルにはじめて来たときにエレベーターで会った、モデルのバルバラという女性と再会する。

## キャスト
| 役名                 | 俳優                 | 日本語吹替 |
| -------------------- | -------------------- | ---------- |
| ボブ・クレイン       | トム・シャンリー     | 江原正士   |
| バルバラ             | ルネ・シモンセン     | 高島雅羅   |
| ダネシ警部           | ドナルド・プレザンス | 天地麦人   |
| ジェシカ・クレイン   | ニコラ・ペリング     | 冬馬由美   |
| マルゴー・ウィルソン | マリア・マクドナルド | 達依久子   |
| カリー・ブリン       | キャサリン・ノイズ   | 幸田直子   |
| ジョルジュ・ザノーニ | パオロ・トメイ       | 秋元羊介   |

- 日本語吹替：初回放送1988年3月10日 テレビ東京 『木曜洋画劇場』版
  - 演出：松川陸、翻訳：高橋京子、調整：遠西勝三、音楽／効果：佐藤良介、担当：井村恵樹、製作：テレビ東京/千代田プロダクション

## スタッフ
- 監督：カルロ・ヴァンツィーナ
- 脚本：フランコ・フェリーニ、カルロ・ヴァンツィーナ、エンリコ・ヴァンツィーナ
- 製作：アキーレ・マンゾッティ
- 製作総指揮：ラファエロ・サラゴ
- 撮影監督：ジュゼッペ・マッカリ
- プロダクションデザイナー：ステファーノ・パルトリニエリ
- 編集：レイモンド・クロチアーニ
- 衣裳デザイン：フランセスコ・カリソン、マリオ・カーリニ、フランセスコ・クリーヴェリーニ
- 音楽：ピノ・ドナッジオ